# Osolînka, Litîn
Osolînka (în ucraineană Осолинка) este localitatea de reședință a comunei Osolînka din raionul Litîn, regiunea Vinnița, Ucraina.

## Demografie
Componența lingvistică a localității Osolînka
     Ucraineană (99,56%)
     Alte limbi (0,44%)
Conform recensământului din 2001, majoritatea populației localității Osolînka era vorbitoare de ucraineană (99,56%), existând în minoritate și vorbitori de alte limbi.